# Американский континентальный водораздел

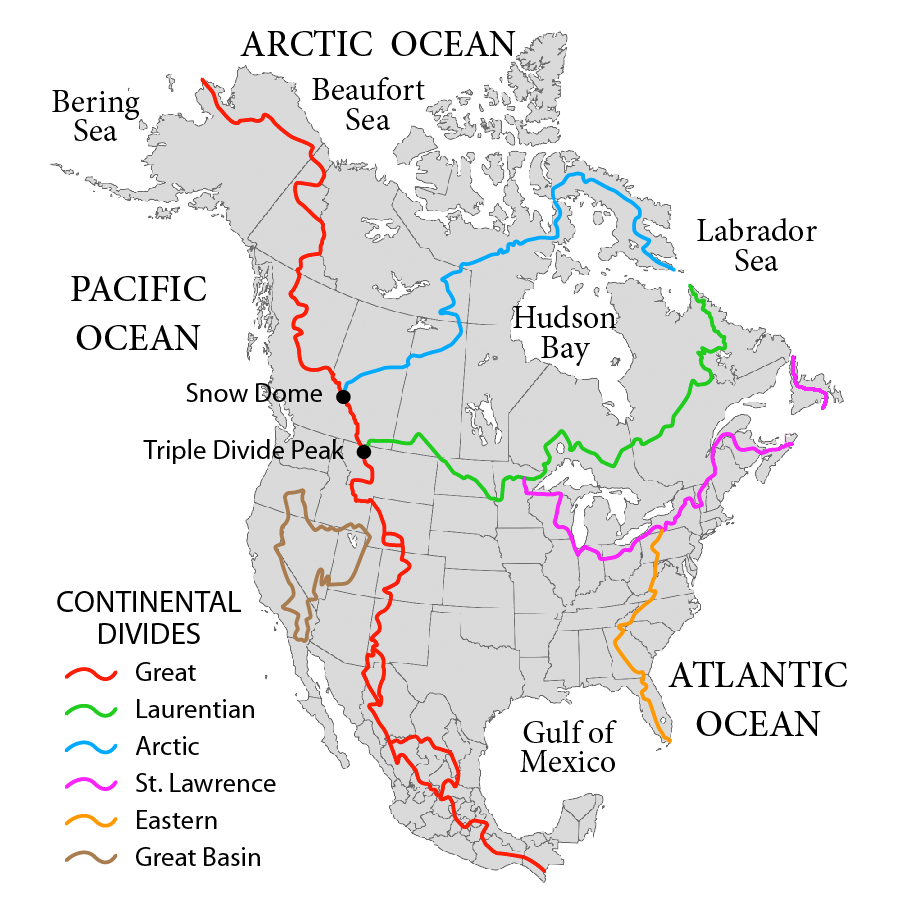

Американский континентальный водораздел — условная линия, к западу от которой в Америке находится бассейн Тихого океана, а к востоку — бассейны Атлантического и Северного Ледовитого океанов.
Американский континентальный водораздел начинается с мыса Принца Уэльского на Аляске, который является крайней западной материковой точкой Северной Америки. Линия пересекает американский штат Аляска до канадской территории Юкон, далее зигзагами идёт на юг к Британской Колумбии по горам Касьяр и Оминека, где по плато Нечако доходит до озера Саммит-Лейк севернее города Принс-Джордж. Отсюда водораздел через плато Макгрегор идёт к Канадским Скалистым горам, и по их гребню следует на юго-восток до 120-го меридиана западной долготы, откуда формирует границу между южными частями провинций Британская Колумбия и Альберта.
На территорию США водораздел попадает на северо-западе штата Монтана, через границу между национальными парками Уотертон-Лейкс и Глейшер; на канадской территории он формирует западную границу национального парка Уотертон-Лейкс, а на территории США пересекает территорию национального парка Глейшер. Далее линия идёт на юг по Скалистым горам к Хелене и Бьютту, а потом на запад к хребту Биттеррут, где формирует восточную треть границы между штатами Айдахо и Монтана. Потом водораздел проходит через Вайоминг по Йеллоустонскому национальному парку, и далее продолжает свой путь на юго-юго-восток через Колорадо и западную часть Нью-Мексико.
Далее к югу водораздел идёт по территории Мексики по гребню Западной Сьерра-Мадре через штаты Чиуауа, Дуранго, Сакатекас, Агуаскальентес, Халиско, Гуанахуато, Керетаро, Мехико, Федеральный округ, Морелос, Пуэбла, Оахака и Чьяпас. Потом он идёт через южную Гватемалу, юго-западный Гондурас, запад Никарагуа, запад и юго-запад Коста-Рики и южную Панаму. 
В Южной Америке водораздел проходит по вершинам Анд через западную Колумбию, центральный Эквадор, запад и юго-запад Перу и восток Чили (во многих местах формируя границу Чили с Боливией и Аргентиной), завершаясь на южном конце Патагонии и Огненной Земле.
В Северной Америке, помимо Континентального водораздела, также имеется Северный водораздел (разделяющий бассейны Атлантического и Северного Ледовитого океанов), и более мелкие водоразделы, выделяющие бассейны Мексиканского залива, Гудзонова залива и залива Святого Лаврентия.